# 41e gala des prix Félix
Le 41e gala des prix Félix, organisé par l'Association québécoise de l'industrie du disque, du spectacle et de la vidéo, récompense les artistes québécois de la chanson pour leur contribution durant la période du 1er juin 2018 au 31 mai 2019.

## Gala de l'ADISQ
Le gala se déroule le 27 octobre 2019. Il est animé par Louis-José Houde.

### Album de l'année - Adulte contemporain
- À jamais, Ginette Reno
  - C'est la fin du monde à tous les jours, Lou-Adriane Cassidy
  - Et voilà, Robert Charlebois
  - L'origine de mes espèces, Michel Rivard
  - Petite plage, Ingrid St-Pierre

### Album de l'année - Folk
- Après, Fred Pellerin
  - Disparition, Guillaume Beauregard
  - Hélas Vegas, David Marin
  - Dans le noir, Safia Nolin
  - Retour à Walden, Richard Séguin sur les pas de Thoreau, Richard Séguin

### Album de l'année - Pop
- En cas de tempête, ce jardin sera fermé, Cœur de pirate
  - Perfecto, Bleu Jeans Bleu
  - Papillon, Lara Fabian
  - Elle et moi, Marie-Mai
  - Petites mains précieuses, Ariane Moffatt

### Album de l'année - Rap
- Le sens des paroles, Alaclair Ensemble
  - ZayZay, FouKi
  - La nuit des longs couteaux, Koriass
  - Tout ça pour ça, Loud
  - Survivant, Souldia

### Artiste autochtone de l'année
- Florent Vollant
  - Elisapie
  - Maten
  - Matiu
  - Shauit

### Auteur ou compositeur / Auteure ou compositrice de l'année
- Alexandra Stréliski pour Inscape, Alexandra Stréliski
  - Emmanuel Dubois, Léo Fougères / Compositeurs variés pour La nuit des longs couteaux, Koriass
  - Salomé Leclerc pour Les choses extérieures, Salomé Leclerc
  - Vincent Roberge / Vincent Roberge, Félix Petit, Simon Saint Hillier pour La nuit est une panthère, Les Louanges
  - Ariane Moffatt pour Petites mains précieuses, Ariane Moffatt

### Chanson de l'année
- Des p'tits bouts de toi, Roxane Bruneau (Roxane Bruneau)
  - Léo Gagné, 2Frères (Amélie Larocque)
  - Tu trouveras la paix (pour Renée Claude), artistes variées (Stéphane Venne)
  - Fous n'importe où, Charlotte Cardin et CRi (Daniel Bélanger)
  - Dans la nuit, Cœur de pirate et Loud (Béatrice Martin, Simon Cliche / Béatrice Martin)
  - Tout le monde, Corneille (Corneille, Sofia de Medeiros / Corneille)
  - La tempête, Marc Dupré (Marc Dupré, John Nathaniel, Amélie Larocque)
  - Pitou, Les Louanges (Vincent Roberge / Vincent Roberge, Félix Petit)
  - Ouvre tes yeux, Simon !, Les Trois Accords (Simon Proulx / Les Trois Accords)
  - Fallait y aller, Loud (Loud / Ruffsound, Banx & Ranz, Ajust et Realmind)

### Groupe ou duo de l'année
- Bleu Jeans Bleu
  - 2Frères
  - Alaclair Ensemble
  - Les Cowboys Fringants
  - Les Trois Accords

### Interprète féminine de l'année
- Cœur de pirate
  - Lara Fabian
  - Marie-Mai
  - Ariane Moffatt
  - Ginette Reno

### Interprète masculin de l'année
- Loud
  - Marc Dupré
  - Éric Lapointe
  - Hubert Lenoir
  - Fred Pellerin

### Révélation de l'année
- Alexandra Stréliski
  - Lou-Adriane Cassidy
  - Jérôme 50
  - Les Louanges
  - Sarahmée

### Spectacle de l'année - Auteur-compositeur-interprète
- L'origine de nos espèces, Michel Rivard
  - Nos idéaux, Dumas
  - Rester forts, Marc Dupré
  - Darlène, Hubert Lenoir
  - Une année record, Loud

## Premier Gala de l'ADISQ
Le gala a lieu le 23 octobre 2019. Il est animé par Pierre Lapointe.

### Album de l'année - Alternatif
- La nuit est une panthère, Les Louanges
  - Choses Sauvages, Choses Sauvages
  - La hiérarchill, Jérôme 50
  - Les choses extérieures, Salomé Leclerc
  - C’est pas la qualité qui compte, Qualité Motel

### Album de l'année - Anglophone
- Now, Jesse Mac Cormack
  - Working Class Woman, Marie Davidson
  - Windows in the Sky, Alex Henry Foster
  - Matt Lang, Matt Lang
  - Freewheelin’Walking, The Brooks

### Album de l'année - Autres langues
- The Ballad of the Runaway Girl, Elisapie
  - MIWA EP, Nomadic Massive
  - Scott-Pien Picard, Scott-Pien Picard
  - La vraie nature – Chansons par Pilou, Pilou
  - Mishta Meshkenu, Florent Vollant

### Album de l'année - Choix de la critique
- La nuit est une panthère, Les Louanges
  - Le sens des paroles, Alaclair Ensemble
  - ZayZay, FouKi
  - Les choses extérieures, Salomé Leclerc
  - Beaucoup de plaisir, Les Trois Accords
  - Inscape, Alexandra Stréliski

### Album de l'année - Classique / Orchestre et grand ensemble
- Chopin : Concertos nos 1 et 2, Charles Richard-Hamelin, Orchestre symphonique de Montréal, Kent Nagano
  - Requiem, artistes variés
  - Ana Sokolovic : Sirènes, Ensemble contemporain de MTL (ECM+), Véronique Lacroix
  - Sibelius 1, Orchestre Métropolitain, Yannick Nézet-Séguin
  - Mathieu : Concerto no 4 en mi mineur – Rachmaninov : Rhapsodie sur un thème de Paganini, op. 43, Jean-Philippe Sylvestre, Orchestre Métropolitain, Alain Trudel

### Album de l'année - Classique / Soliste et petit ensemble
- Beethoven : Sonates pour violon et piano no. 6, 7 et 8, Andrew Wan, Charles Richard-Hamelin
  - Gabriel Fauré : Intégrale des mélodies pour voix et piano, artistes variés
  - Schubert : Octuor en fa majeur, D. 803, Les solistes de l'OSM
  - John Dowland : Lachrimae, Les Voix humaines, Nigel North
  - Schubert : Winterreise, Philippe Sly, Le Chimera Project

### Album de l'année- Country
- Ma maison favorite, Paul Daraîche
  - Pascal Allard, Pascal Allard
  - Quand on s'est rencountry, La Famille Day
  - La fureur de vivre, Karo Laurendeau
  - Arrière-saison, Renée Martel

### Album de l'année - Instrumental
- Inscape, Alexandra Stréliski
  - La disparition des lucioles, Philippe Brault
  - Reverie, Flying Hórses
  - Déconstruction, Sef Lemelin
  - Projections, Julie Thériault

### Album de l'année - Jazz
- Stay Tuned!, Dominique Fils-Aimé
  - Ground Midnight, James Gelfand Trio
  - Quintessence, Jazzlab Orchestra
  - Dreams and Other Stories, Josh Rager
  - Consecration, Rafael Zaldivar

### Album de l'année - Meilleur vendeur
- À jamais, Ginette Reno
  - Délivrance, Éric Lapointe
  - Après, Fred Pellerin
  - Survivant, Souldia
  - Inscape, Alexandra Stréliski

### Album de l'année - Musique électronique
- Make It Last Forever, Millimetrik
  - Hotline Miami II EP (Deluxe Edition), Das Mörtal
  - Working Class Woman (Instrumentals), Marie Davidson
  - Superficial, Ouri

### Album de l'année - Musiques du monde
- Rapadou Kreyol, Wesli
  - Zoubida, Ayrad
  - Emerikia, King Abid
  - Zig Zag Zydeco Zoo, Le Winston Band
  - Kaleido Stropico, Roberto López

### Album de l'année - Réinterprétation
- La Renarde, sur les traces de Pauline Julien, artistes variées
  - La Voix 2019, artistes variés
  - Serge Fiori, Seul Ensemble, artistes variés
  - Quand les hommes vivront d'amour, Les Prêtres
  - Que les fêtes commencent !, Guylaine Tanguay

### Album de l'année - Rock
- Délivrance, Éric Lapointe
  - Supernova, Caravane
  - Viens avec moi, Les Hôtesses d'Hilaire
  - Beaucoup de plaisir, Les Trois Accords
  - Ton corps est déjà froid, Pierre Lapointe et les Beaux Sans-Cœur

### Album de l'année - Traditionnel
- Notre album solo, Le Vent du Nord et De Temps Antan
  - Territoires, Le Vent du Nord
  - Chouïa, Les Grands Hurleurs
  - Portraits, Sophie & Fiachra + André Marchand
  - Tentation, Yves Lambert Trio

### Album ou DVD de l'année - Jeunesse
- La Course des tuques, artistes variés
  - Kattam et ses Tam-Tams, Kattam
  - Dans l'Univers, Les Petites Tounes
  - Les livres des enfants du monde, Nicolas Noël
  - Berceuses sous la hotte, Marie Paquin

### Artiste de l'année ayant le plus rayonné hors Québec
- Hubert Lenoir
  - Cœur de pirate
  - Elisapie
  - Loud
  - Alexandra Stréliski

### Spectacle de l'année - Interprète
- La Renarde, sur les traces de Pauline Julien, artistes variées
  - Les Choristes, artistes variés
  - Notre-Dame de Paris, artistes variés
  - Signé Plamondon, Brigitte Boisjoli
  - Entre vous et nous, Marie-Michèle Desrosiers, Marie-Élaine Thibert, Luce Dufault et Martine St-Clair

### Spectacle de l'année - Anglophone
- Deception Bay, Milk & Bone
  - Britishow, artistes variés
  - La tournée 80s, Sylvain Cossette
  - Comrades, Elliot Maginot
  - Three Rivers, Jordan Officer

### Spectacle de l'année - Humour
- Malade, Simon Leblanc
  - Du bruit dans le cosmos, Virginie Fortin
  - Eh la la !, Martin Matte
  - Faire le beau, P-A Méthot
  - Ça, André Sauvé

### Vidéo de l'année
- La famille, Alaclair Ensemble
  - Cinq à sept, Koriass
  - La nuit est une panthère, Les Louanges
  - Nous après nous, Les sœurs Boulay
  - Pour toi, Ariane Moffatt
  - Magasin à 1$, Seba et Horg

## Gala de l'industrie
Le gala a lieu le 23 octobre 2019. Il est animé par Claudine Prévost.

### Artiste de la francophonie s'étant le plus illustré au Québec
- Finalistes: Patrick Bruel, Petula Clark, Julien Clerc, Christophe Maé, Zaz
- Gagnant: Christophe Maé

### Félix Hommage
- Francine Chaloult